# كورتيس هيوز
كورتيس هيوز (بالإنجليزية: Curtis Hughes)‏ هو مصارع محترف أمريكي، ولد في 7 ديسمبر 1964 في كانساس سيتي في الولايات المتحدة.

## وصلات خارجية
- كورتيس هيوز على موقع CageMatch worker (الإنجليزية)
- كورتيس هيوز على موقع قاعدة بيانات المصارعة على الإنترنت (الإنجليزية)

- كورتيس هيوز على موقع IMDb (الإنجليزية)
- كورتيس هيوز على موقع قاعدة بيانات الفيلم (الإنجليزية)